# The Shield (luta profissional)
The Shield foi um grupo de luta livre profissional composto por Dean Ambrose, Seth Rollins e Roman Reigns, que atuava na promoção americana WWE.
O grupo estreou no dia 18 de novembro de 2012 no pay-per-view Survivor Series de 2012. Desde os primeiros dias, a The Shield foi retratada como uma força dominante, principalmente em tipos de combate de luta profissional de trios tendo permanecido invictos até maio de 2013, tendo derrotado neste tempo nomes como The Undertaker, Kane, Daniel Bryan, Ryback, Big Show, Randy Orton, Sheamus, Chris Jericho e John Cena.
Durante o Extreme Rules em maio de 2013, todos os três integrantes da equipe ganharam títulos, com Ambrose vencendo o WWE United States Championship, enquanto Rollins e Reigns conquistaram o WWE Tag Team Championship. Estes foram campeões até outubro de 2013, já Ambrose permaneceu como campeão até abril de 2014, estabelecendo o mais longo reinado como campeão dos Estados Unidos desde que o título foi ativado na WWE em 2002.
Após uma série de alianças e rivalidades com The Authority, The Wyatt Family e Evolution, o grupo se desfez em junho de 2014, quando Rollins traiu seus companheiros para unir forças com Triple H (um dos membros da Authority). Após a separação, todos os integrantes do The Shield obtiveram sucesso individualmente, com Reigns e Ambrose ainda se reunindo esporadicamente.
Em agosto de 2018, após a conquista do Universal Championship por Reigns, Braun Strowman fez o cash-in do Money In The Bank e o desafiou pelo título. Neste momento, Rollins e Ambrose apareceram e ajudaram a impedir Strowman de tirar o título recém-conquistado de Reigns, marcando assim o retorno do grupo.

## História

### Estréia e rivalidade com Ryback (2012–2013)
O grupo foi formado em 18 de novembro de 2012, no pay-per-view Survivor Series, quando Ambrose, Rollins e Reigns interferiram no evento principal, uma Luta Triple Threat entre o  campeão CM Punk, John Cena e Ryback pelo WWE Championship. Eles aplicaram um powerbomb em Ryback através da mesa dos comentaristas, permitindo que Punk fizesse o pinfall em Cena para vencer a luta e manter o seu título.
O grupo iria revelar que era chamado de "The Shield" e prometeu se mobilizar contra a "injustiça" na WWE. Apesar de afirmar que eles não estavam trabalhando para CM Punk, ao longo das semanas seguintes no Raw, eles continuamente atacaram adversários de Punk, como Ryback, The Miz e os Campeões de Duplas, Team Hell No, Kane e Daniel Bryan. Eles também atacaram Randy Orton depois que ele derrotou Brad Maddox. Isto levou a Mr. McMahon, após Punk sofrer uma cirurgia no joelho e ser incapacitado de lutar pelo WWE Championship no TLC: Tables, Ladders & Chairs a marcar uma luta entre o Team Hell No juntamente com Ryback contra a The Shield em uma Luta Tables, Ladders, and Chairs no pay-per-view, que eles ganharam.
Após o TLC, apesar de continuar a atacar adversários de Punk e Maddox como Ric Flair e Brodus Clay, os The Shield logo se expandiu suas emboscadas a outros mocinhos, como Tommy Dreamer, Ricardo Rodriguez e Sheamus. Os ataques da The Shield também foram utilizados para criar histórias para retirar lutadores da televisão via lesões, no caso de Randy Orton e Sin Cara, ambos que já estavam verdadeiramente lesionados.

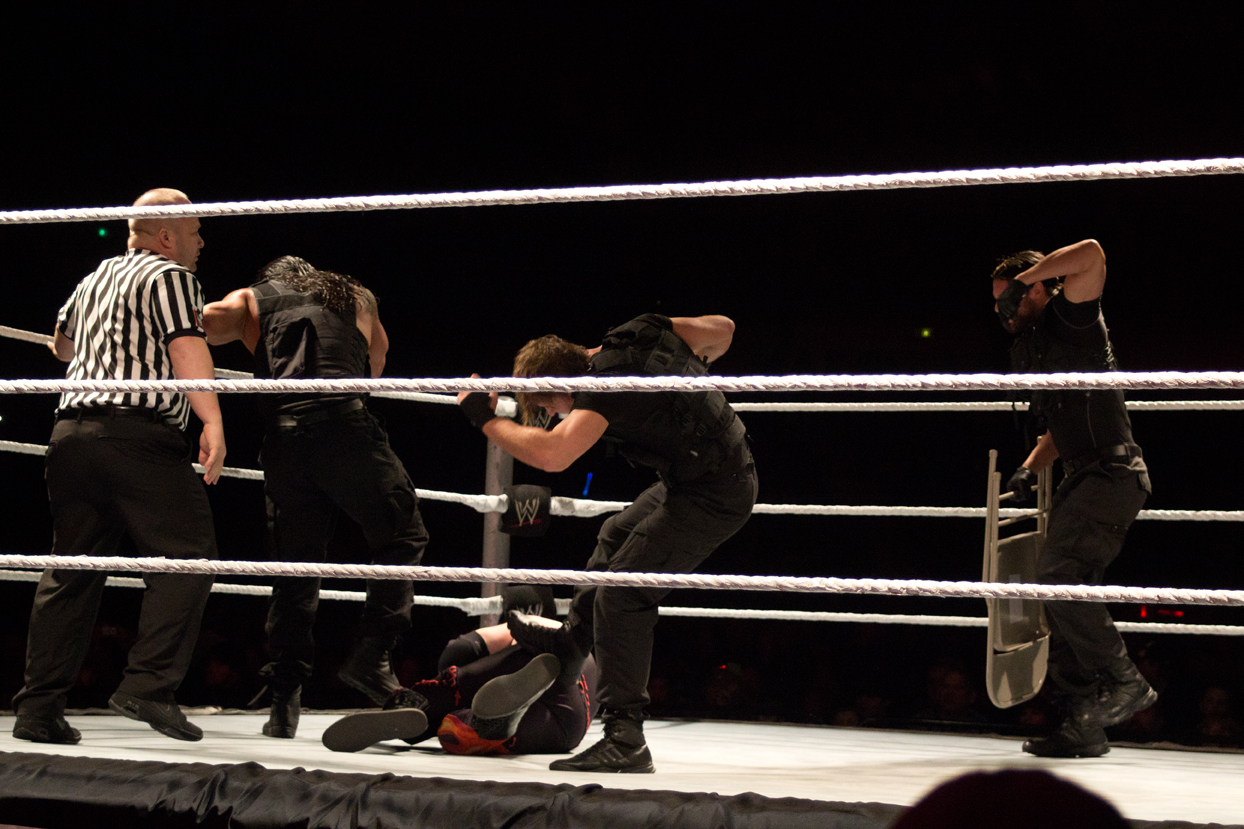
The Shield atacando Kane.

Durante o episódio de 2 de janeiro do NXT, que foi gravado em 6 de dezembro de 2012, os The Shield fizeram a sua primeira aparição no NXT, embora que Reigns e Ambrose já haviam lutado no NXT e Rollins era o primeiro Campeão do NXT. Rollins defendeu seu título contra Corey Graves, como Graves estava prestes a vencer a luta, Ambrose e Reigns o atacaram para causar uma desqualificação e Rollins manteve o seu título. No episódio de 9 de janeiro do NXT gravado na mesma data, Rollins enfrentou Big E Langston na disputa do título sem desqualificação. Os outros lutadores do NXT neutralizaram os membros da The Shield, e Langston derrotou Rollins para ganhar o título.
No episódio de 7 do janeiro do Raw, a The Shield, mais uma vez ajudou CM Punk, atacando Ryback durante uma luta TLC pelo WWE Championship, o que resultou em Punk retendo o seu título.  No Raw antes do Royal Rumble, os The Shield atacaram o adversário de Punk no pay-per-view, The Rock, resultando em Vince McMahon declarando que sua interferência na disputa do título da WWE resultaria em Punk ser-lhe tirado o título da WWE.  Durante a luta pelo título de Punk, um apagão ocorreu na arena e The Rock foi atacado na escuridão por desconhecidos, que conduz diretamente a Punk fazer o pinfall em Rock; Os comentaristas culparam a The Shield pelo ataque. A luta foi reiniciada mais tarde com a vitória de Rock. No dia seguinte, no Raw, foi revelado que Punk e seu empresário Paul Heyman estava pagando a The Shield e Maddox para trabalhar para eles o tempo todo.

### Várias rivalidades e reinados como campeões (2012–2014)

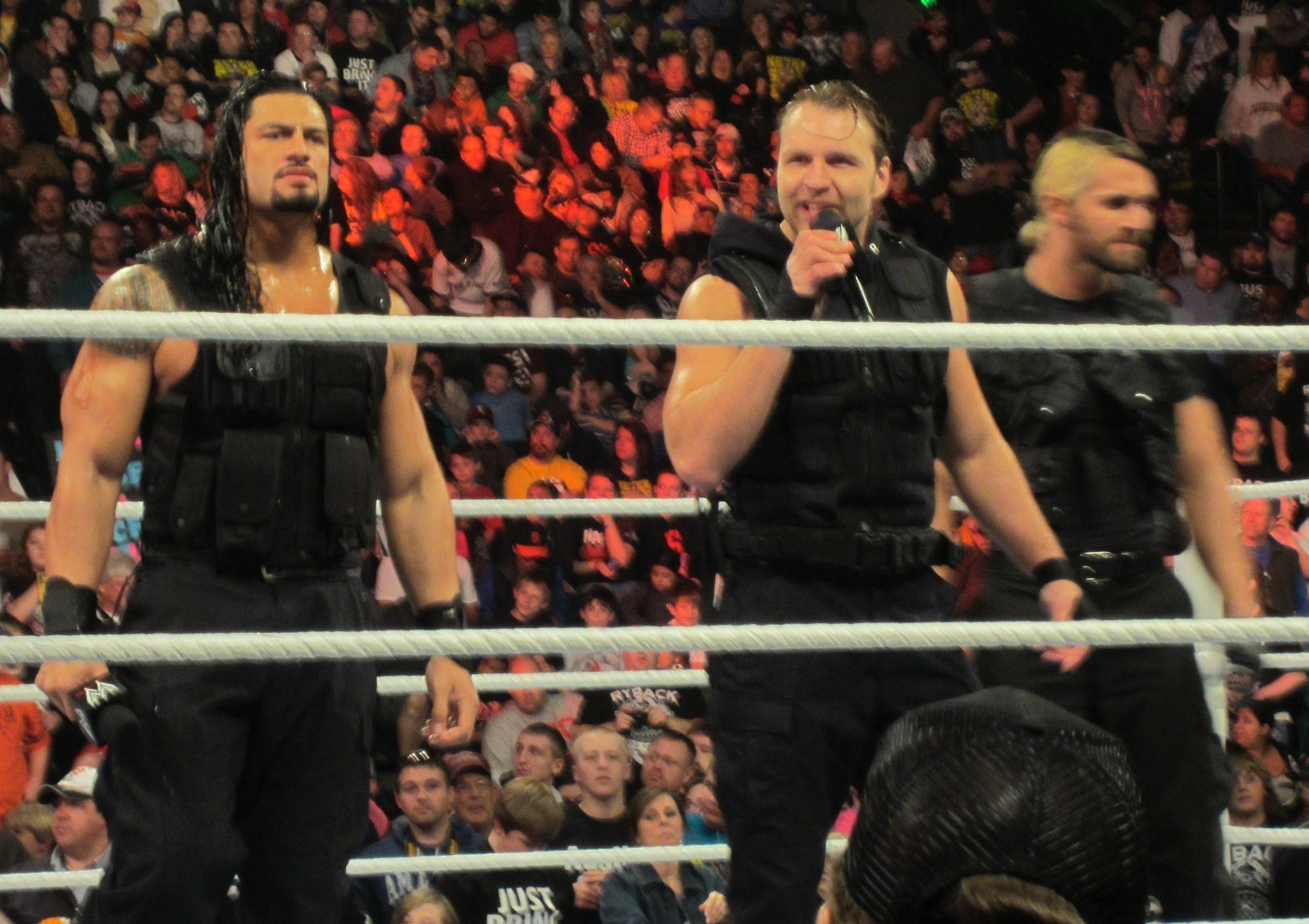
The Shield em uma promo durante o Raw em Fevereiro de 2013.

No dia seguinte, no Raw, The Shield atacou John Cena. Sheamus e Ryback também foram atacados quando eles tentaram salvar Cena. Mais tarde, no show, foi revelado que Punk e seu empresário Paul Heyman estavam pagando a The Shield e Brad Maddox para trabalhar para eles o tempo todo. Na próxima semana no Raw, The Shield atacou Maddox, mas foram obrigados a recuar devido a um ataque de Cena, Ryback e Sheamus. Cena então os desafiou para uma luta de trios no Elimination Chamber, sendo derrotados pela The Shield. Na noite seguinte, no Raw, a The Shield novamente saiu vitoriosa frente a equipe formada por Chris Jericho, Ryback e Sheamus. A The Shield justificou a sua rivalidade com o trio, devido a uma "década de injustiça" causada por Cena criar um ambiente onde qualquer lutador não iria enfrentar consequências por suas ações, e cuja mentalidade havia se espalhado para outros lutadores, como Ryback e Sheamus. Isto gerou uma luta de trios no Elimination Chamber, que a The Shield venceu. The Shield teve sua primeira luta no Raw no dia seguinte durante o episódio 18 de fevereiro, onde derrotaram Ryback, Sheamus, e Chris Jericho. Na semana seguinte, no Raw, The Shield chamaria a quem quisesse desafiá-los; Sheamus respondeu, e encurralou Ambrose e Reigns em direção a rampa, dando Randy Orton a oportunidade de entrar no meio da multidão para atacar Rollins, que tinha permanecido no ringue. Na edição de 1 de março do SmackDown, a The Shield iria interferir para atacar Orton e Sheamus em uma luta também envolvendo Big Show. Durante o confronto, Reigns inadvertidamente esbarrou em Big Show, que por sua vez bateu para fora, fazendo com que a The Shield recuasse.
No próximo episódio do SmackDown, a The Shield atacou Sheamus durante uma luta contra o Big Show. Orton veio para ajudar Sheamus e Big Show juntou-se, forçando The Shield a recuar novamente. No entanto, depois disso, Big Show nocauteou Sheamus e foi atacado por Orton. Em 11 de março, na edição do Raw, The Shield teve sua primeira luta individual quando Rollins enfrentou Big Show. A luta rapidamente terminou com uma vitória por desqualificação de Show após Reigns e Ambrose interferi e e atacar Big Show. Em 15 de março no episódio do SmackDown, The Shield desafiou Sheamus e Orton para encontrar um parceiro e ter uma luta com eles no WrestleMania 29. Orton e Sheamus escolheram Ryback como seu parceiro. Mais tarde naquela noite, durante o seu combate com Mark Henry, The Shield interferiu e Powerbomb em Ryback, depois de terem atacado Sheamus e Orton nos bastidores. O ataque foi seguido por Mark Henry atacando Ryback também. Isto resultou em Ryback ser removido do combate de trios e, sendo colocado em uma luta individual contra Henry na Wrestlemania, deixando Sheamus e Orton a procura de um novo parceiro.
Em 18 de março no episódio do Raw, a The Shield atacou Sheamus e Randy Orton depois que a dupla havia derrotado 3MB (Heath Slater, Drew McIntyre e Jinder Mahal) em uma luta 3-contra-2. Sua emboscada foi parada por Big Show. Depois, Big Show apontou para o sinal do WrestleMania 29, o que implicaria que ele queria ser o parceiro de Sheamus e Orton. Dois dias depois, no SmackDown, The Shield tentariam atacar o trio enquanto Big Show e Sheamus estavam discutindo, mas a emboscada foi novamente frustrada quando o trio ofuscado para trás no grupo. Eventualmente, Big Show foi confirmado como o parceiro de Sheamus e Orton para combater contra a The Shield em outra luta de trios no Wrestlemania 29. A The Shield saiu vitoriosa deste combate devido à falta de esforço de Big Show a quebrar um pinfall sobre Orton.
Na noite seguinte, no Raw, o grupo teve como alvo The Undertaker, enquanto ele estava dedicando sua vitória no WrestleMania 29 a Paul Bearer, mas o Team Hell No viria em socorro de Undertaker forçando o grupo a recuar. Na noite seguinte, nas gravações do SmackDown, o trio atacou Triple H, antes de recuar quando o Team Hell No veio em seu auxílio. Eles também atacaram John Cena em 15 de abril no episódio do Raw, enquanto observava Ryback, recusando-se a ajudar Cena. Em 20 de abril, durante a turnê da WWE na Grã-Bretanha, The Shield sofreu sua primeira derrota oficial via desqualificação contra o New Age Outlaws e Sheamus, com Reigns batendo em Sheamus com uma cadeira resultando na desclassificação. The Shield enfrentou e venceu uma combinação de Brothers of Destruction e Team Hell No (Kane, Daniel Bryan e The Undertaker) em 22 de abril no episódio do Raw. Mais tarde, eles cercariam Ryback com Cena assistindo a partir da rampa. Como o grupo atacou Ryback, Cena atacou os três com uma cadeira, forçando o grupo a recuar.
Quatro dias depois, no Smackdown, Ambrose enfrentou The Undertaker em uma individual, determinado a terminar Undertaker para o bem, mas perdeu por finalização, se rendendo a um Hell's Gate. O grupo imediatamente atacou Undertaker depois, o jogando através de uma mesa. Três dias depois, no Raw, derrotaram o Team Hell No e John Cena num combate de trios com Reigns derrotando Cena. Quatro dias depois, no Smackdown, The Shield emboscou e atacou Daniel Bryan nos bastidores e mais tarde naquela noite, Ambrose derrotaria Kane em sua segunda luta individual antes da The Shield atacar Kane. Eles continuaram com uma vitória sobre The Usos e Kofi Kingston. Quatro dias depois, no Smackdown, Daniel Bryan derrotaria Ambrose por desqualificação quando Kingston, atacando depois que Rollins e Reigns interferiram. Depois Ambrose sofreria um corte no olho esquerdo. Três dias depois, a The Shield sofreu sua segunda derrota por desqualificação em uma luta de trios de eliminação contra John Cena e Team Hell No, mas o grupo atacou Cena depois. Enquanto Rollins e Reigns desafiaram o Team Hell No pelo WWE Tag Team Championship em uma luta tornado de duplas. Dois dias mais tarde, no Main Event, em 15 de maio de 2013, Seth Rollins perderia para Kane por desqualificação quando Ambrose interferiu. O grupo iria atacar Kane até o Usos chegarem para salvar Kane, The Shield forçando-os a recuar. Dois dias depois, no Smackdown, Reigns e Rollins derrotaram os Usos em uma luta de duplas. Os dois homens, juntamente com Ambrose iriam continuar a atacar os Usos até Kingston fazer uma bela defesa e atacando-os com uma cadeira para repeli-los.
No Extreme Rules, Ambrose derrotou com sucesso Kofi Kingston para se tornar o novo Campeão dos Estados Unidos, tornando-se o primeiro campeonato a estar na posse da The Shield. Mais tarde naquela noite, Rollins e Reigns derrotaram o Team Hell No para se tornarem os Campeões de Duplas da WWE pela primeira vez. No WWE Payback, Rollins e Reigns defenderam seus títulos de duplas frente a Daniel Bryan e Randy Orton, e Ambrose defendeu o WWE United States Championship a Kane. No Money in the Bank, Rollins e Reigns ganharam dos The Usos para reter o título mundial de duplas, Ambrose participou do Money in the Bank Ladder Match pelo World Heavyweight Championship, mais sem êxito. No SummerSlam, Reigns e Rollins atacaram Rob Van Dam no combate pelo WWE United States Championship frente ao seu companheiro de stable Dean Ambrose, para reter seu título por DQ. Na noite seguinte, os The Shield se juntaram a Authority, ao "Comando", que era comandado por Vince McMahon, Stephanie McMahon e Triple H, que buscavam prejudicar Daniel Bryan e tornar Randy Orton a nova face da WWE. No Night of Champions, Rollins e Reigns derrotaram os Prime Time Players que mais cedo tinha vencido uma Tag Team Turmoil match para se tornarem #1 Contenders, para reterem mais uma vez os títulos, já Ambrose defendeu o WWE United States Championship frente a Dolph Ziggler. No WWE Battleground, Rollins e Reigns perderam para Goldust e Cody Rhodes, mais sem o WWE Tag team Champions em jogo. Na Raw da noite seguinte, Rollins e Reigns perderam seus títulos para Goldust e Cody Rhodes depois que Big Show interferiu na luta. No Hell in a Cell, Big E Langston venceu Ambrose por count-out, fazendo assim Ambrose continuar campeão americano, Rollins e Reigns perderam para Goldust e Cody Rhodes num combate que também envolvia os The Usos pelo Título de duplas. No Survivor Series, junto com os The Real Americans participaram do combate tradicional 5vs5 contra Cody Rhodes, Goldust, The Usos e Rey Mysterio, onde saíram ganhadores, Seth Rollins eliminou Jey Uso e Roman Reigns eliminou os membros restantes da outra equipe com spears e foi o último membro restante, o que garantiu a vitória a equipe. No TLC, os Shield perderam num handicap match para CM Punk, depois de Roman Reigns aplicar o spear em Dean Ambrose por estar com a visão desnorteada por conta de um ferimento no olho. Na Raw Old School, Reigns venceu CM Punk, e no final do combate, Jake "The Snake" Roberts apareceu e jogou uma cobra em Ambrose que estava caído. Na Smackdown, os Shield venceram CM Punk e New Age Outlaws no main event. No Royal Rumble, a Shield sofreu por mais desentendimentos, pois Ambrose tentou eliminar Reigns, mas falhou e Reigns eliminou os dois outros membros. Na Raw da noite seguinte, os Shield começaram uma feud com a outra stable de topo na época, The Wyatt Family, que culminou em um combate entre estas stables no Elimination Chamber no qual o Wyatts saíram vencedores numa luta de nível muito alto. Na noite seguinte tivemos um rematch, onde Shield perdeu novamente por conta de desentendimentos entre Rollins e Ambrose.

#### Face-turn e traição (2014)
No Smackdown, os três membros da Shield se reuniram e tiraram todas suas diferenças no ringue e voltaram a ficar unidos. Após isso, eles vieram a começar uma rivalidade com Kane durante a Road to WrestleMania, que viria a se juntar aos New Age Outlaws. Tudo isso culminou em uma luta entre The Shield vs Kane & New Age Outlaws na Wrestlemania XXX, num combate curto, onde os Shield venceram com uma Double Triple Powerbomb em ambos os membros da New Age Outlaws. No Raw pós Wrestlemania, os Shield atacaram Triple H, Randy Orton, Batista e Kane fazendo assim seu face turn para salvar Daniel Bryan. No WWE Main Event, os Shield tiveram sua primeira vitória sobre a The Wyatt Family, fazendo assim um 2-1 entre as stables, afirmando que com os Shield unidos, ninguém podia os derrotar. No Raw da semana seguinte, depois de um suposta luta handicap 11-contra-3 que não chegou a começar, pois os Shield foram atacados por todos os outros 11 lutadores, a música da stable Evolution toca, e Orton, Batista e HHH fazem o retorno dessa equipe depois de uma década, assim aplicando diversos Batista Bombs, RKOs e um Pedigree nos Shield. No Raw da semana seguinte tivemos um enfrentamento e troca de palavras entre os dois grupos. No SmackDown, era suposta mais uma luta handicap 11-contra-3 entre Shield e mais 11 lutadores, mais durante o show, o Shield atacou Jack Swagger, aplicando-lhe um Superman-punch e um Triple Powerbomb, atacaram os 3MB em uma brawl no backstage, atacaram o Gerente Geral Brad Maddox, e aplicaram uma Triple Powerbomb em Fandango sobre duas mesas; no evento principal a luta foi The Shield vs Ryback, Alberto Del Rio, Titus O'Neil, Bad News Barrett e Damien Sandow, vencida pelo The Shield que destruíram todos seus adversários, exceto Barrett que conseguiu fugir. No Extreme Rules, a The Shield venceu o Evolution num combate de grande nível, depois de Rollins, Ambrose, Randy Orton e Triple H levarem o combate para o meio do público, Rollins pulou sobre todos de cima de uma parte mais alta das arquibancadas, em quanto isso no ringue, Reigns aplicou um Superman-punch e um Spear, para fazer o pin e decretar a vitória do Shield. No Raw da noite seguinte, Ambrose perdeu o United States Championship para Sheamus numa batalha real de 20 homens, depois do combate Triple H apareceu para anunciar Shield vs The Wyatt Family para o evento principal, o combate estava sendo dominado pelo Shield, mas com uma interferência do Evolution, acabaram por perder e sofrerem um ataque do Evolution. No Payback, o The Shield voltaria a vencer o Evolution, numa luta de trios de eliminação No Holds Barred, eliminando todos os membros do Evolution sem que nenhum dos Shield fosse eliminado, o destaque do combate foi novamente Rollins pulando sobre os membros da Evolution a partir da tela. No Raw, da noite seguinte, Rollins traiu Reigns e Ambrose os atacando com cadeiras, e assim se juntando a Authority, marcando o fim do The Shield.

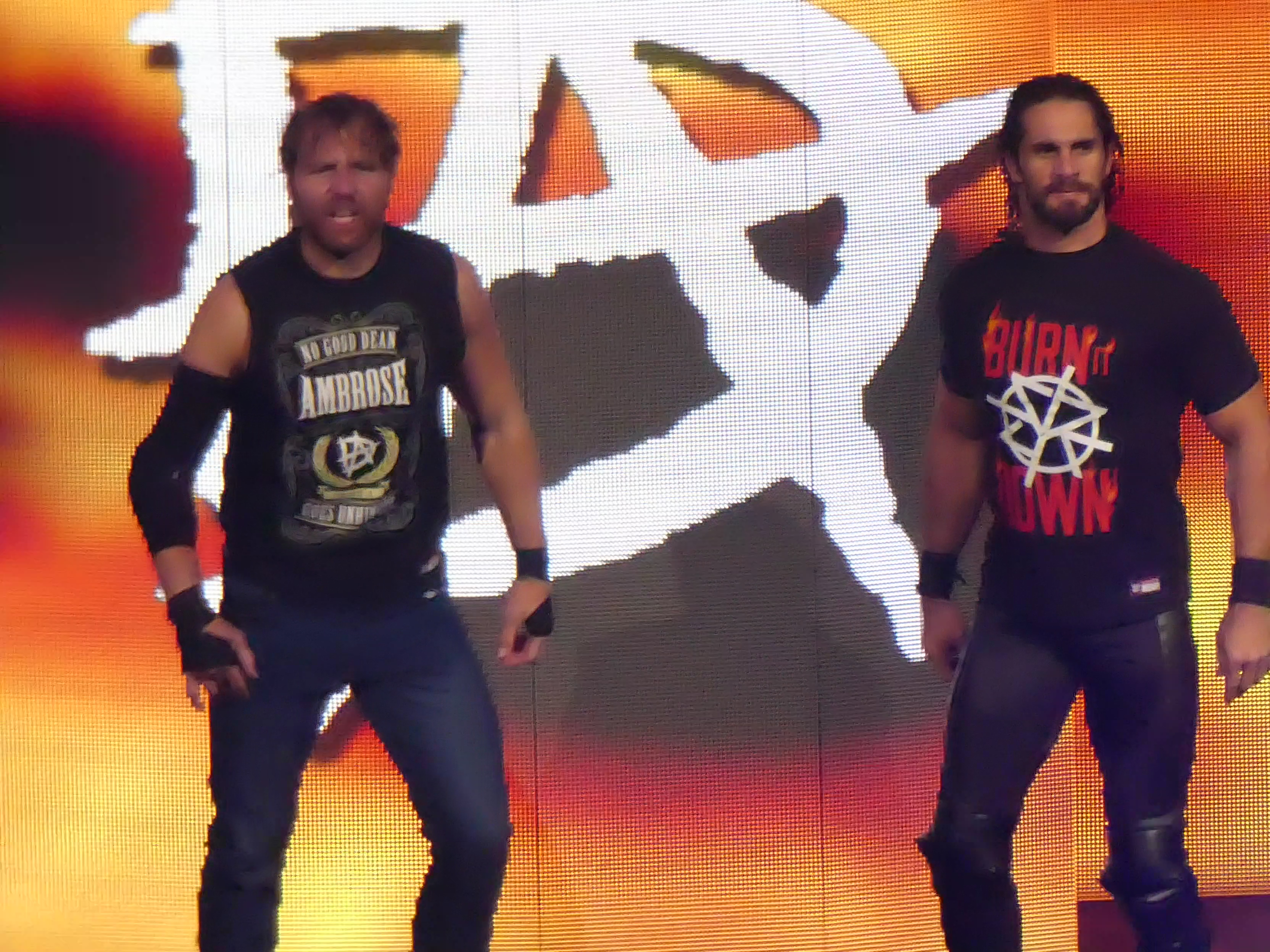
Em agosto de 2017, Ambrose e Rollins voltaram a formar uma dupla e, posteriormente, Reigns juntou-se a eles para reunir o The Shield

Reuniões Subsequentes (2017-2019)

#### 2017
Ao longo de julho de 2017, Ambrose, que foi transferido para o Raw através do Superstar Shake-up, e Rollins provocaram uma possível reunião entre os dois, mas Ambrose continuamente recusou a oferta de Rollins de se reunir, principalmente devido a Ambrose não confiar em Rollins devido a traição de Rollins três anos antes.
No episódio do Raw em 31 de julho, Rollins foi confrontado pelos Campeões de Duplas do Raw, Cesaro e Sheamus, e mais tarde venceu uma luta contra Sheamus, após a qual a dupla atacou Rollins, Ambrose então apareceu para ajudar Rollins, embora Ambrose disse a Rollins que não o ajudaria se Rollins ficasse em desvantagem novamente. Na semana seguinte no Raw, depois que Rollins perdeu uma revanche contra Sheamus e foi mais uma vez atacado após a luta, Ambrose não o ajudou. Mais tarde naquela noite, Ambrose derrotou Cesaro, posteriormente foi atacado pela dupla antes de ser salvo por Rollins, Ambrose então estendeu o punho para Rollins como na época do The Shield, porém, Rollins virou as costas e foi embora. No episódio do Raw de 14 de agosto, uma discussão no ringue culminou em Ambrose e Rollins brigando entre si até que Cesaro e Sheamus apareceram para atacá-los, Ambrose e Rollins revidaram o ataque e então, juntaram seus punhos. Com o retorno de Ambrose e Rollins foi marcada uma luta entre eles contra Sheamus e Cesaro pelo Raw Tag Team Championship no SummerSlam, Ambrose e Rollins derrotaram Sheamus e Cesaro, conquistando os títulos.
No No Mercy em 24 de setembro, Ambrose e Rollins fizeram sua primeira defesa de título com sucesso em uma revanche contra Cesaro e Sheamus. Então, Ambrose e Rollins se reuniram com Reigns, que teve uma rivalidade com The Miz. No Raw de 9 de outubro, Miz abriu o show com Cesaro e Sheamus, mas eles foram interrompidos pelo Shield, que atacou o trio, levando a uma luta TLC de trios entre o The Shield e a equipe de Cesaro, The Miz e Sheamus no TLC: Tables, Ladders & Chairs. Mais tarde, Braun Strowman e Kane foram adicionados à luta como parte da equipe de The Miz. No entanto, Reigns foi retirado da luta em 20 de outubro devido a uma doença, e Kurt Angle assumiu seu lugar.
No evento de 22 de outubro, Ambrose, Rollins e Angle venceram a luta. Enquanto Reigns ainda estava fora de ação, Ambrose e Rollins também recrutaram o ex-rival Triple H para ser um membro em um house show 1 de novembro. Ambrose e Rollins perderam os títulos de volta para Cesaro e Sheamus depois que o The New Day do SmackDown apareceu e causou uma distração no Raw de 6 de novembro. Reigns voltou na semana seguinte ao Raw, e o The Shield desafiou o The New Day para uma luta no Survivor Series em 19 de novembro, que eles venceram. No Raw de 20 de novembro, Reigns conquistou o Intercontinental Championship derrotando The Miz após uma distração dos outros membros do Shield. Em dezembro de 2017, Ambrose sofreu uma lesão no tríceps e foi afastado da TV, colocando o The Shield em um hiato.
Durante a inatividade do grupo, Reigns perdeu o Intercontinental Championship para The Miz em janeiro de 2018. Na WrestleMania 34, Rollins derrotou The Miz e Finn Bálor em uma luta Triple Threat para vencer o Intercontinental Championship. Rollins e Reigns também continuaram a fazer algumas reuniões esporádicas, embora não operassem mais sob a bandeira do Shield.

#### 2018-2019
No episódio do Raw de 13 de agosto de 2018, Ambrose voltou de sua lesão e se reuniu com Rollins durante sua rivalidade com Dolph Ziggler e Drew McIntyre. Rollins mais tarde recuperou o Intercontinental Championship de Ziggler, enquanto Reigns ganhou o Universal Championship de Brock Lesnar no SummerSlam. No Raw de 20 de agosto, Reigns manteve o Universal Championship contra Finn Bálor, com Braun Strowman assistindo da rampa de entrada. Após a luta, Strowman tentou usar seu contrato do Money in the Bank, no entanto, Rollins e Ambrose apareceram, impedindo Strowman de realizar o cash-in o arremessando na mesa dos comentaristas com uma Triple Powerbomb. No Hell in a Cell em 16 de setembro, Ziggler e McIntyre mantiveram o Raw Tag Team Championship contra Rollins e Ambrose, enquanto Reigns e Strowman lutaram pelo Universal Championship em uma luta Hell in a Cell que terminou em no contest após interferência de Brock Lesnar. O The Shield e a equipe de Strowman, Ziggler e McIntyre tiveram uma luta no WWE Super Show-Down em 6 de outubro, onde o The Shield foi vitorioso. Em 22 de outubro de 2018 no episódio do Raw, Reigns renunciou ao título Universal devido à leucemia, mais tarde naquela noite, Ambrose atacou Rollins depois de ganhar o Raw Tag Team Championship. Duas semanas depois, o AOP derrotou Rollins em uma luta de handicap para ganhar o Raw Tag Team Championships, com Ambrose atacando Rollins após a luta.
Em janeiro de 2019, a WWE confirmou que Ambrose havia se recusado a renovar seu contrato, que expiraria em abril. No episódio do Raw de 25 de fevereiro de 2019, Reigns voltou após sua leucemia e se reuniu com Rollins. Mais tarde naquela noite, eles ajudaram Ambrose durante um ataque de Elias, Bobby Lashley, Drew McIntyre e Baron Corbin. Na semana seguinte, Ambrose salvou Reigns e Rollins de McIntyre, Lashley e Corbin, após isso os três realizaram sua pose característica marcando assim o retorno do grupo. Em 10 de março, o The Shield derrotou a equipe de McIntyre, Lashley e Corbin no Fastlane, que foi promovido como a luta final do grupo. Na WrestleMania 35, Rollins venceu o Universal Championship de Brock Lesnar. Enquanto isso,  Reigns derrotou McIntyre, enquanto Ambrose foi deixado de fora do card.
Antes do fim formal do contrato de Ambrose com a WWE, o Shield fez uma aparição final durante um evento especial da WWE Network chamado The Shield's Final Chapter. No evento principal, o The Shield derrotou Corbin, Lashley e McIntyre, no que foi a última luta grupo quanto a última luta de Ambrose na WWE.
Após a luta final do The Shield, o contrato de Ambrose expirou em 30 de abril, e ele deixou a WWE para lutar pela All Elite Wrestling e pela New Japan Pro-Wrestling sob seu antigo nome de ringue Jon Moxley. Rollins continuaria seu reinado como Campeão Universal e sua rivalidade com Lesnar até o SummerSlam. Reigns estaria envolvido em várias rivalidades ao longo dos meses seguintes, com nomes como Shane McMahon, Drew McIntyre, Elias e Erick Rowan.

### O The Shield como campeões da WWE

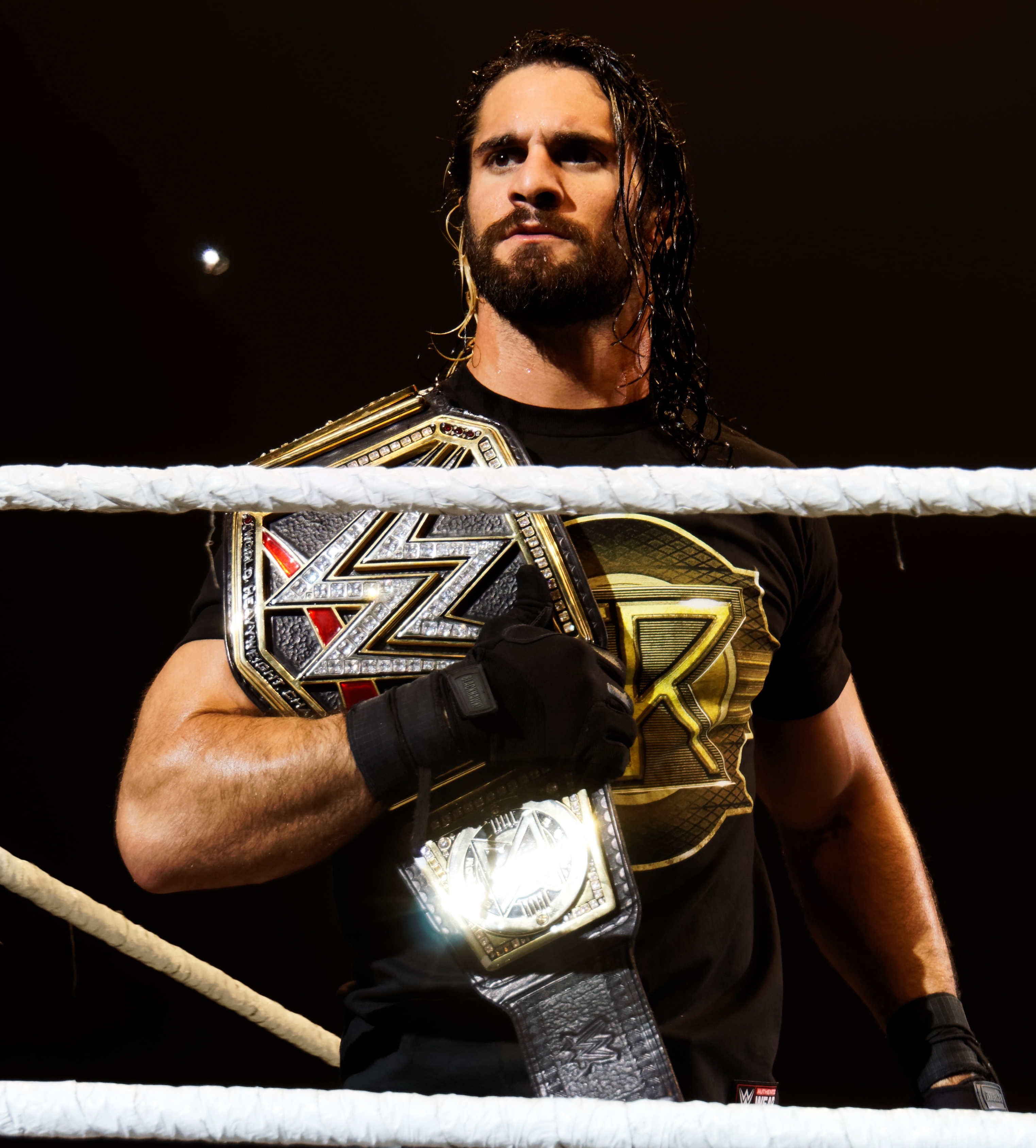
Rollins foi o primeiro membro do grupo a vencer o WWE Championship—todos os três membros venceriam o título.
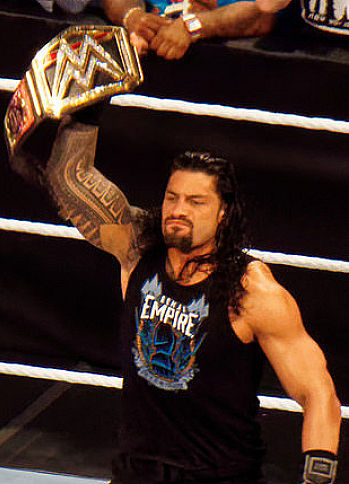
O segundo membro do Shield a vencer o título foi Roman Reigns, Reigns está empatado com Rollins com o maior número de reinados de campeonatos mundiais entre os membros do grupo com quatro reinados (três como WWE e um como Campeão Universal).
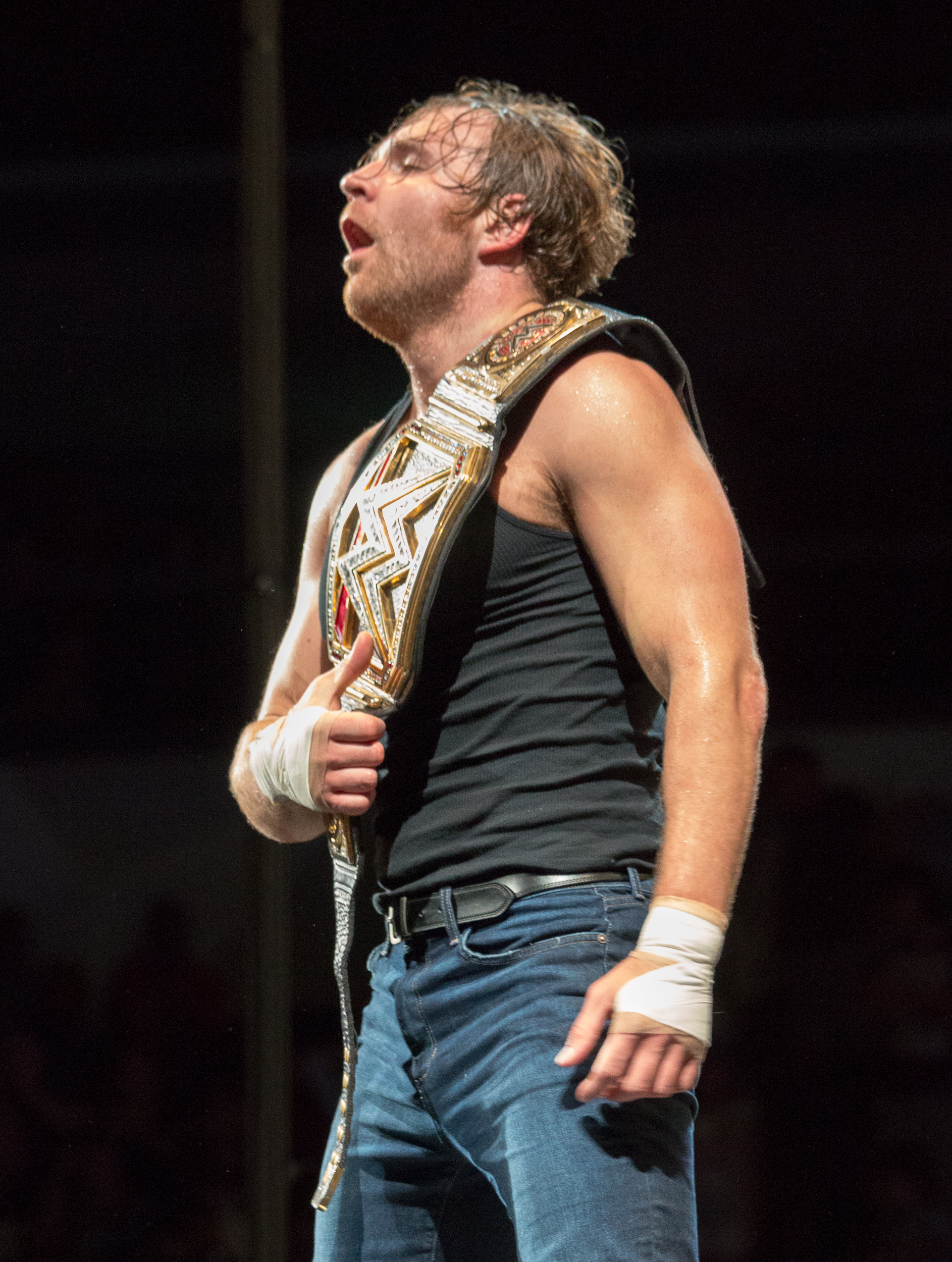
Apesar de ser o último membro a conquistar o WWE Championship, Ambrose foi o primeiro membro a se tornar campeão da Triple Crown e do Grand Slam.

No restante de 2014, Ambrose e Rollins rivalizaram entre si devido à traição e aliança de Rollins com a Authority, enquanto Reigns foi rapidamente inserido na disputa pelo título mundial. A rivalidade prolongada entre Ambrose e Rollins ganhou o prêmio Feud of the Year da Pro Wrestling Illustrated em 2014. No final do ano, o escritor do Pro Wrestling Torch Shawn Valentino rotulou o The Shield como um "dragão de três cabeças" e a sétima história da WWE do ano, escrevendo que o The Shield "foi um dos atos mais legais do wrestling nos últimos anos , e a maioria dos fãs acreditava que eles se separaram prematuramente ", acrescentando que" cada membro do The Shield deixou sua marca, e todos eles parecem que serão grandes estrelas no futuro ". Todos os três ex-membros do Shield participaram de um evento pay-per-view da WWE como um competidor individual dentro de quatro meses após dissolução do grupo. Além disso, Rollins venceu o combate Money in the Bank em 2014 e posteriormente fez o cash-in para vencer o WWE World Heavyweight Championship durante o evento principal da WrestleMania 31, enquanto Reigns venceu o combate Royal Rumble de 2015 e competiu pelo título mundial no mesmo evento principal do cash in de Rollins.
Apesar de não serem mais oficialmente uma equipe, Ambrose e Reigns continuaram a trabalhar esporadicamente juntos e mantiveram uma amizade após a separação do The Shield. No episódio de 9 de janeiro de 2015 do SmackDown, Reigns estava prestes a ser colocado em uma luta handicap contra Rollins e Big Show até que Ambrose veio em auxílio de Reigns e ajudou a derrotá-los, com os dois se ajudando continuamente contra a The Authority depois disso.  No episódio de 4 de maio do Raw, Ambrose derrotou Rollins em uma luta não não válida pelo título e (conforme estipulação estabelecida pelo Diretor de Operações Kane) ganhou sua primeira oportunidade pelo WWE World Heavyweight Championship, sendo adicionado à luta pelo título no Payback em 17 de maio e tornando-se uma luta Fatal Four-Way, incluindo também Reigns e Randy Orton, que foi pinado por Rollins. Durante a luta, Ambrose, Reigns e Rollins trabalharam juntos brevemente para realizar seu Triple Powerbomb em Orton através da mesa dos comentaristas. Em 31 de maio, Ambrose enfrentou Rollins pelo WWE World Heavyweight Championship no Elimination Chamber, onde venceu por desqualificação depois que Rollins empurrou o árbitro no caminho de Ambrose enquanto ele tentava pegar Rollins em pé com seu elbow drop. Após a luta, Reigns apareceu para ajudar Ambrose a se defender de um ataque da Authority.  Apesar da vitória, Ambrose não conquistou o título, mas ainda levou o cinturão e desafiou Rollins em uma luta de escadas no Money in the Bank no dia 14 de junho, que ele perdeu.
Depois que Rollins sofreu vários ferimentos no joelho direito em um live event em Dublin, Irlanda em 4 de novembro, um torneio foi organizado para coroar um novo campeão. O torneio começou no Raw de 9 de novembro, envolvendo 16 lutadores e com a luta final agendada para o Survivor Series para determinar o novo campeão, enquanto Reigns se tornou o desafiante número um depois de vencer uma luta Fatal Four-Way no episódio de 26 de outubro de Raw, que levou Triple H a tentar persuadir Reigns a se juntar à Authority (ao fazer isso, Reigns teria sido automaticamente colocado na disputa pelo título), mas ele se recusou, obrigando-o a competir no torneio. No Survivor Series em 22 de novembro, Ambrose e Reigns venceram suas respectivas lutas para avançar para as finais, onde Reigns derrotou Ambrose no evento principal para ganhar o título vago, perdendo-o logo em seguida para Sheamus, que usou seu contrato do Money in the Bank.
Perto do final de 2015, Ambrose venceu o Intercontinental Championship pela primeira vez depois de derrotar Kevin Owens no TLC: Tables, Ladders & Chairs em 13 de dezembro, enquanto Reigns recuperou o WWE World Heavyweight Championship depois de derrotar Sheamus no Raw na noite seguinte.  Reigns perdeu o WWE World Heavyweight Championship para Triple H depois de ser eliminado no evento Royal Rumble 2016 em 24 de janeiro, enquanto Ambrose também competiu na Royal Rumble Match e foi o vice-campeão, sendo eliminado por último por Triple H. No Fastlane em 21 de fevereiro, Ambrose e Reigns lutaram em uma luta Triple Threat também envolvendo Brock Lesnar pelo direito de enfrentar Triple H na WrestleMania 32 pelo WWE World Heavyweight Championship, que Ambrose perdeu após Reigns o pinar. Em 3 de abril, Reigns derrotou Triple H para ganhar o título pela terceira vez.
Depois de Reigns ter defendido com sucesso o WWE World Heavyweight Championship contra AJ Styles no Extreme Rules em 22 de maio, Rollins voltou de uma lesão e atacou Reigns para imediatamente colocar seus olhos no título que ele nunca perdeu. Todos os três membros do The Shield brevemente se reuniram no episódio de 13 de junho do Raw, quando Ambrose apresentou seu show o The Ambrose Asylum com Rollins e Reigns como convidados em uma preparação para suas respectivas lutas no Money in the Bank: Ambrose na Money in the Bank Ladder match, Reigns e Rollins no evento principal lutando pelo título. No evento de 19 de junho, Ambrose venceu a luta de escadas Money in the Bank, e Rollins recuperou o WWE World Heavyweight Championship de Reigns no evento principal, após a luta Ambrose atacou Rollins com sua maleta e realizou seu cash-in vencendo o título e, tornando todos os ex-membros do Shield campeões da WWE na mesma noite. Todos os três membros do The Shield competiram em uma luta Triple Threat pelo renomeado WWE Championship no Battleground em 24 de julho, onde Ambrose foi vitorioso após pinar Reigns.

## No wrestling
- Movimentos de finalização em trio
  - Triple powerbomb (às vezes em uma mesa)[77]
- Movimentos de finalização em dupla
  - Combinação Backbreaker rack (Reigns) / Diving knee drop (Rollins)[78]
  - Turnbuckle powerbomb (Rollins) seguido por um spear (Reigns)[79]
- Movimentos secundários em duplas
  - Combinação Bow and arrow stretch (Ambrose) / Diving knee drop (Rollins)[80]
  - Running front dropkick (Ambrose) em um oponente contra as cordas seguido de um running single leg dropkick (Rollins)
  - Irish whips (Reigns) seguido em um running forearm smash (Rollins) em um oponente cercado seguido por um Irish whipping de Rollins no oponente seguido por um leaping clothesline de Reigns[81]
  - Suicide dive (Ambrose e Rollins)[82][83]
  - Wishbone split[81]
- Movimentos de finalização de Ambrose
  - Dirty Deeds[84] (Headlock driver)[85][86]
- Movimentos de finalização de Rollins
  - Black Out / Peace of Mind[87][88] (Running pushing stomp na parte de trás da cabeça de um oponente)[89]
  - Diving ou um springboard high knee[90]
- Movimentos de finalização de Reigns
  - Spear[91]
  - Superman Punch
- Alcunhas
  - "The Hounds of Justice"[92]
- Temas de entrada
  - "Special Op" por Jim Johnston[93]

## Títulos e prêmios
- Pro Wrestling Illustrated
  - Dupla do ano (2013)[94] – Rollins e Reigns
  - PWI classificou Ambrose em 26º dos 500 melhores lutadores individuais na PWI 500 em 2013[95]
  - PWI classificou Rollins em 35º dos 500 melhores lutadores individuais na PWI 500 em 2013[95]
  - PWI classificou Reigns em 39º  dos 500 melhores lutadores individuais na PWI 500 em 2013[95]
- Wrestling Observer Newsletter
  - Maior melhora (2013) – Reigns[96]

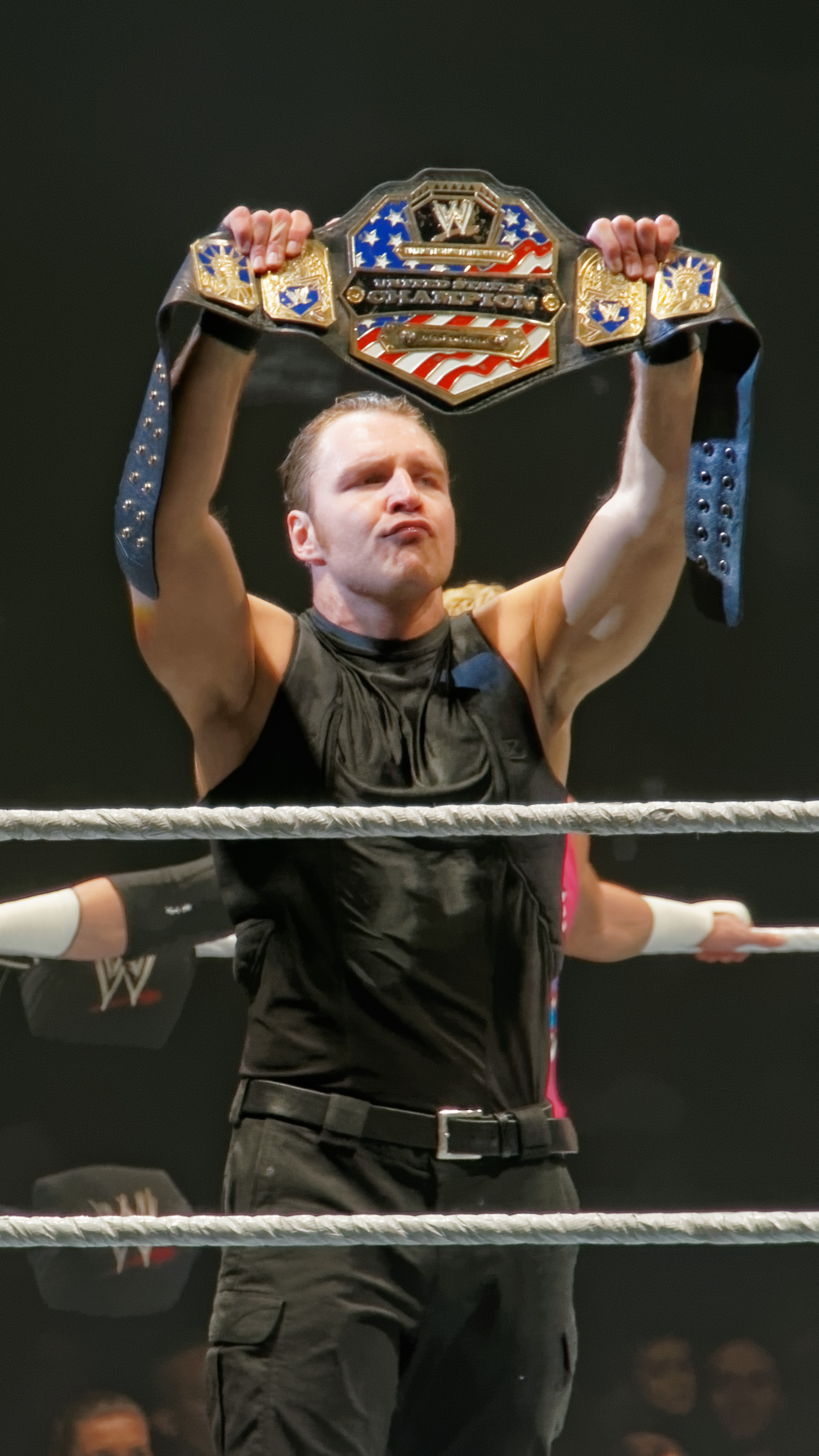
Ambrose como campeão dos Estados Unidos enquanto fazia parte do The Shield.

  - Dupla do ano (2013) – Rollins e Reigns[96]
- WWE
  - WWE Intercontinental Championship (2 vezes) – Reigns (1), Rollins (1)
  - WWE Raw Tag Team Championship (3 vezes)[97] – Rollins e Reigns (1), Rollins e Ambrose (2)
  - WWE United States Championship (1 vez)[98] – Ambrose
  - WWE Universal Championship(1 vez) – Reigns
  - Slammy Awards (5 vezes)
    - Breakout Star of the Year (2013)
    - Faction of the Year (2013, 2014)
    - Trending Now (Hashtag) of the Year (2013) – #BelieveInTheShield
    - "What a Maneuver" of the Year (2013) – Spear de Reigns
- WWE NXT
  - NXT Championship (1 vez)[99] – Rollins